# Patu (gemeente)
Patu is een gemeente in de Braziliaanse deelstaat Rio Grande do Norte. De gemeente telt 11.671 inwoners (schatting 2009).

## Galerij

Patu met omliggende gemeentes
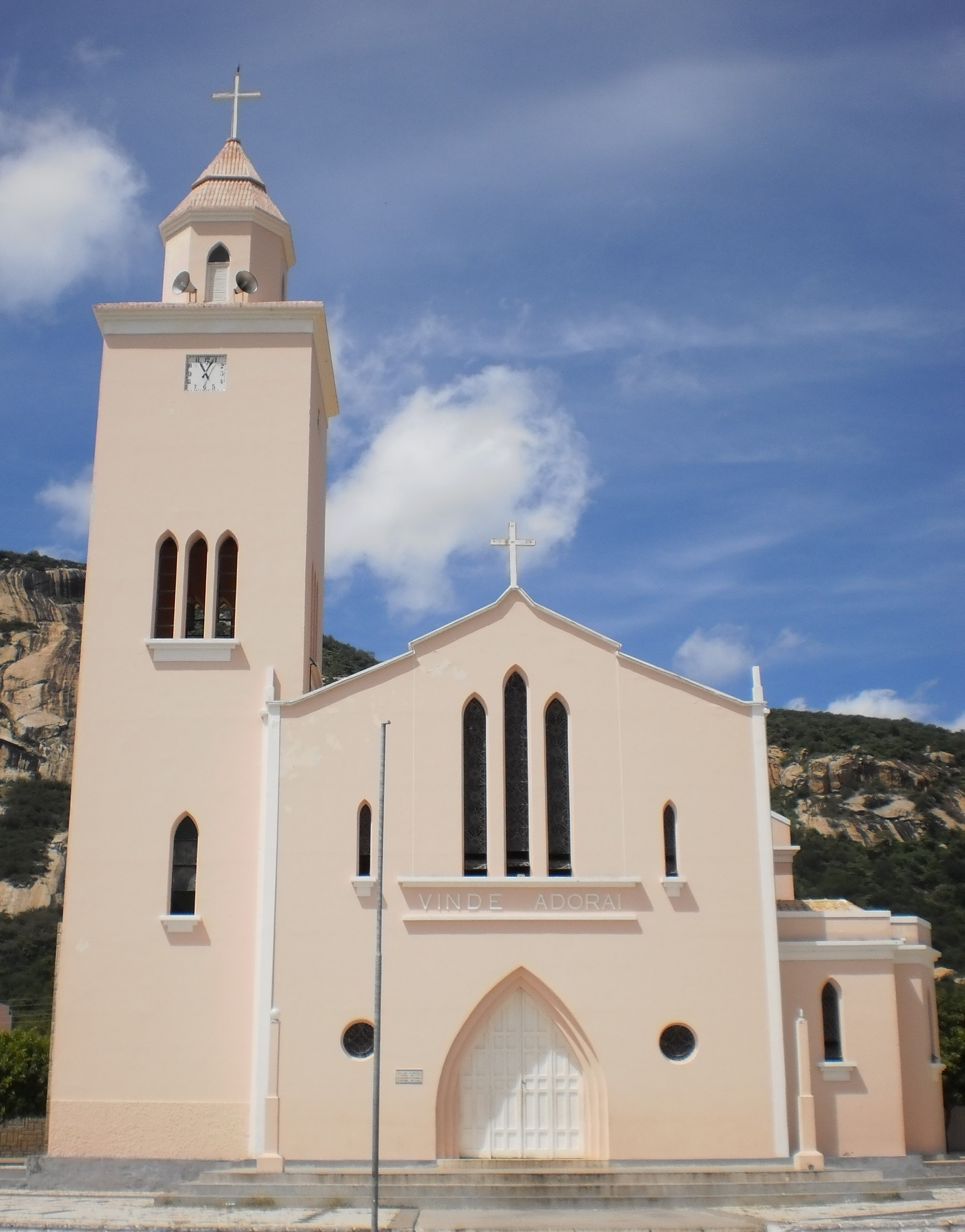
Katholieke kerk Nossa Senhora Das Dores in Patu
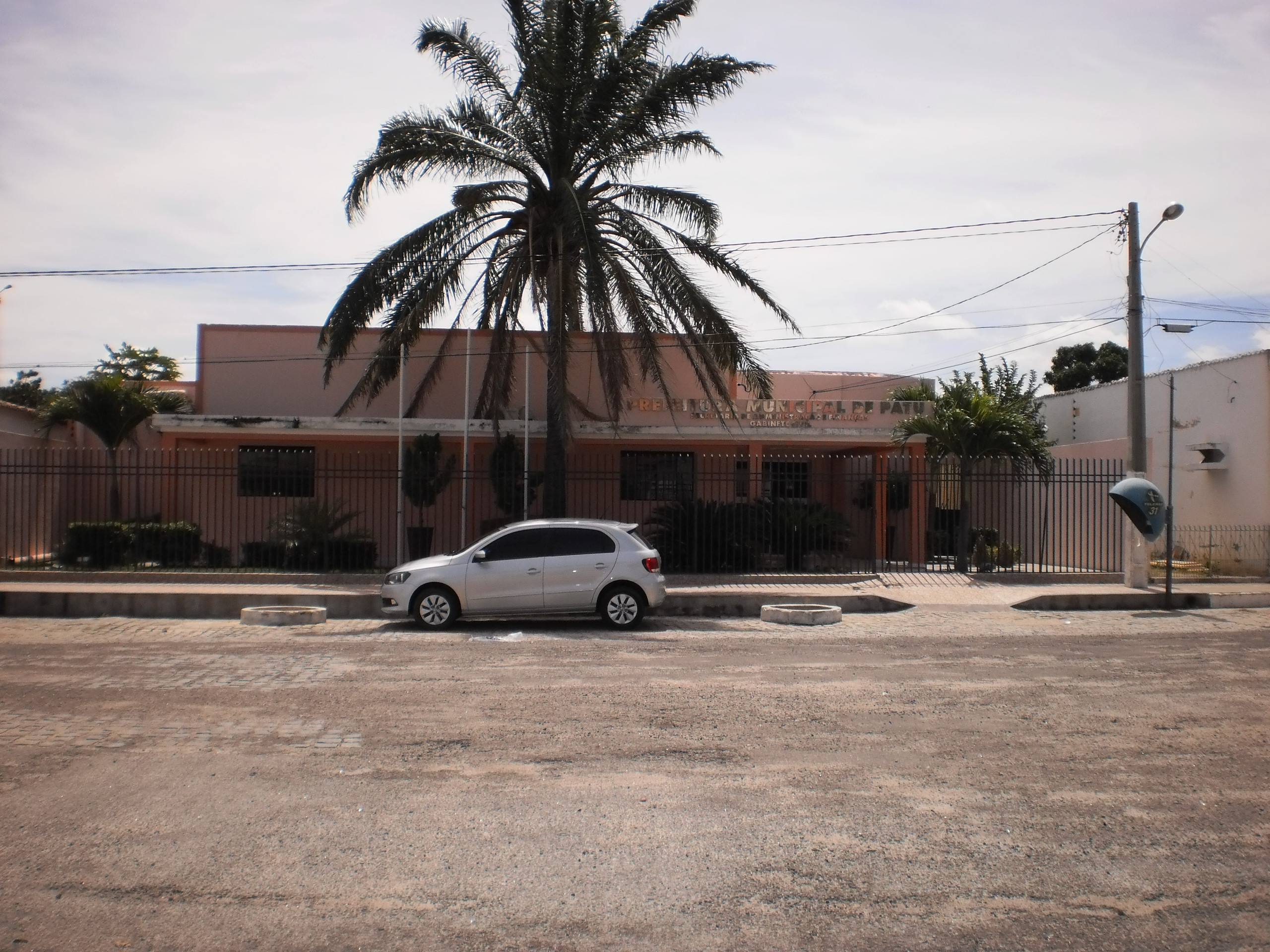
Gemeentehuis van Patu
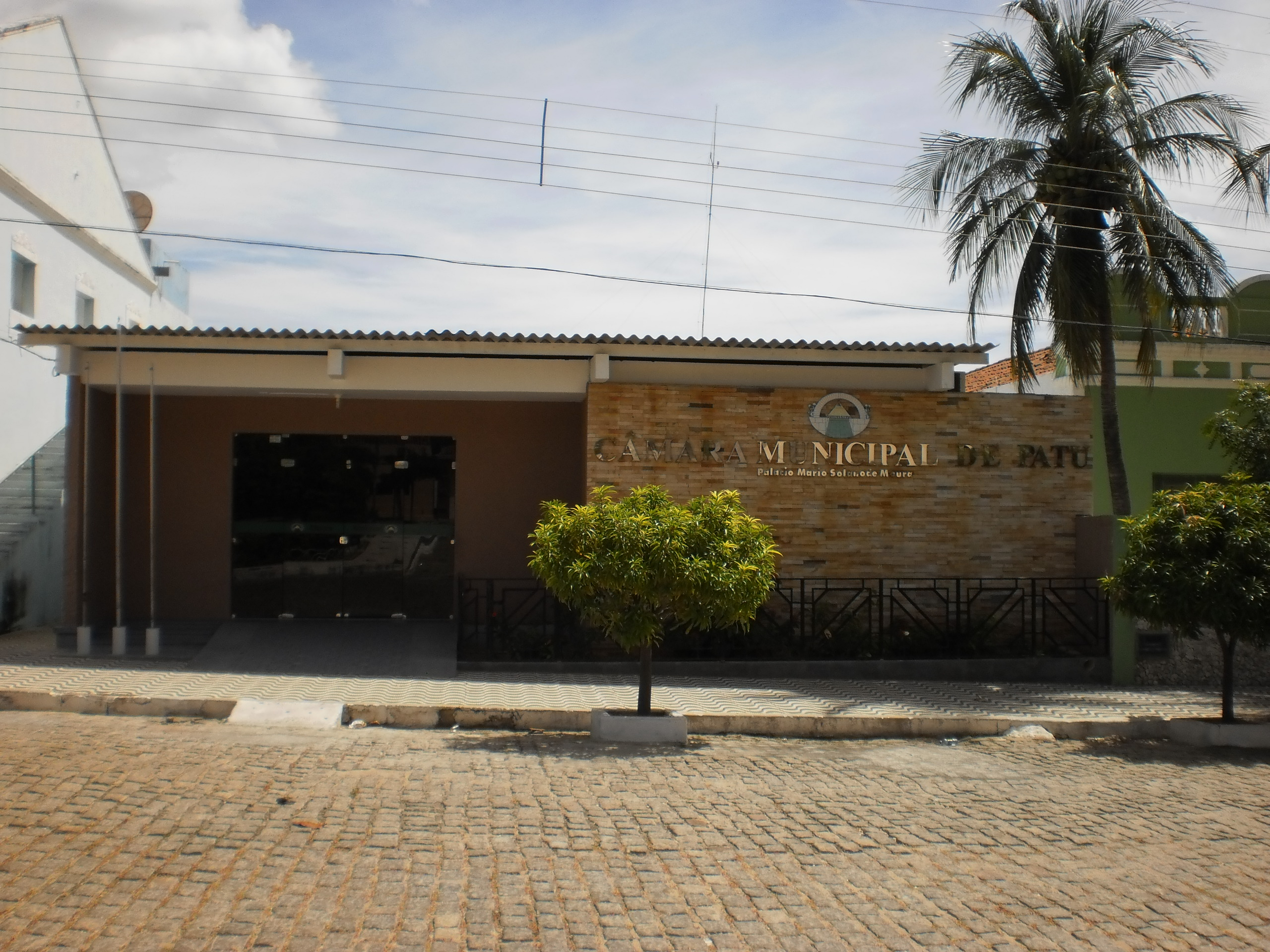
Câmara municipal
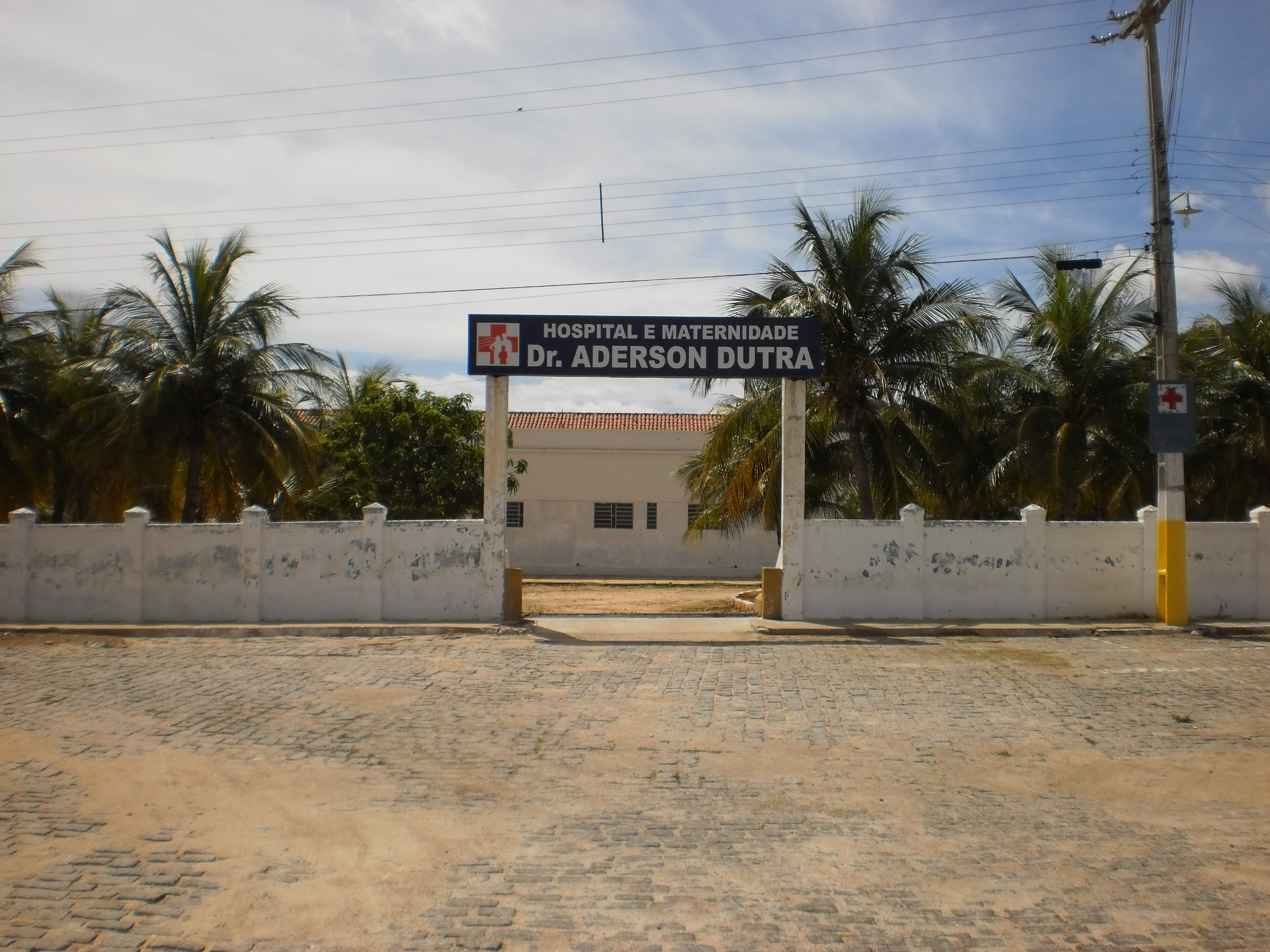
Ziekenhuis